# Строна
Стро̀на (на италиански: Strona; на пиемонтски: Stron-a, Строн-а) е община в Северна Италия, провинция Биела, регион Пиемонт. Разположена е на 450 m надморска височина. Населението на общината е 1166 души (към 2010 г.).
Административен център на общината е село Фонтанела Одзино (Fontanella Ozino).